# Lac Hidden (comté de Shasta)
Pour les articles homonymes, voir Lac Hidden.
Le lac Hidden (en anglais : Hidden Lake) est un lac américain dans le comté de Shasta, en Californie. Il est situé à 2 031 mètres d'altitude au sein de la Lassen Volcanic Wilderness, dans le parc national volcanique de Lassen.